# Wostriecowo (Kraj Nadmorski)
Wostriecowo (ros. Вострецово) – wieś (sieło) w Rosji, w Kraju Nadmorskim, w rejonie krasnoarmiejskim. W 2021 liczyła 1142 mieszkańców.